# Sweti Toma (Insel)
„Sweti Toma“ (Heilige Thomas) oder auch Schlangeninsel (bulgarisch: остров „Свети Тома“/ostrow Sweti Toma, bzw. „Змийски остров“/Zmijski ostrow) ist eine bulgarische Insel im Schwarzen Meer, 15 Kilometer südlich von Sosopol (8 km Luftlinie).
Sie hat eine Fläche von 3000 m² und ist der einzige Ort Bulgariens, wo wilde Kakteen wachsen. Diese wurden von Zar Boris III. um 1933 angepflanzt; sie bedecken einen großen Teil der Insel. 
Sweti Toma ist nach der dort einst existierenden Sweti-Toma-Kapelle benannt. Im Volksmund trägt die Insel den Beinamen Schlangeninsel, da dort viele Schlangenarten zu finden sind.